# 亞薩瓦群島
亞薩瓦群島（Yasawa Islands、Yasawa Group）是太平洋島國斐濟的群島，由約20個火山島組成，面積約135平方公里，受熱帶氣候影響，島上山峰海拔高度250至600米，人口約1,120。
16°55′S 177°20′E / 16.917°S 177.333°E